# Animax
Animax (アニマックス Animakkusu) er en international tv-kanal etableret og ejet af Sony og med hovedsæde i Minato, Tokyo, Japan. Navnet er et portmanteau af ordene anime (アニメ) og max (マックス makkusu).
Kanalen er verdens første og største 24-timers anime-tv-kanal.
Udover Japan udsendes den til Taiwan, Hong Kong, Sydkorea, Sydøstasien, Sydasien, Latinamerika og flere lande i Europa. Det er oplyst, at man sender til over 89 millioner hjem i 62 lande på over 17 sprog.

## Japan
Animax blev etableret i Japan som Animax Broadcast Japan Inc. (株式会社アニマックスブロードキャスト・ジャパン Kabushiki-gaisha Animakkusu Burōdokyasuto Japan) af Sony 20. maj 1998 og begyndte at sende som satellitkanal hos SKY PerfecTV! 1. juni 1998. Fra oktober 2009 sendes der i HD.
Animax har været involveret i produktionen af en række animeserier så som Ghost in the Shell: Stand Alone Complex, Ultra Maniac, Astro Boy, Hungry Heart: Wild Striker, Aishiteruze Baby og Shakugan no SHANA. Desuden organiseres animebaserede arrangementer og koncerter rundt om i Japan.

## Andre lande
I 2004 begyndte Animax at brede sig udover Asien. Først kom Taiwan 1. januar 2004, derefter fulgte Hong Kong 12. januar 2004, Sydøstasien 19. januar 2004, Filippinerne januar 2004, Sydasien 5. juli 2004, Sydkorea 29. april 2006 og senest Malaysia 31. august 2006. Fællesplatformen Animax Asia sender nu til over 29 mio. hjem i 21 lande i Asien.
En latinamerikansk version lanceredes 31. juli 2005 erstattende Locomotion. Med særskilte spansk- og portugisksprogede versioner dækkedes 19 lande i Caribien, Mellem- og Sydamerika. I slutningen 2010 skiftedes fokus efterhånden til live action på kalen der 1. maj 2011 desuden skiftede navn til Sony Spin. Pr. marts 2012 sendes der ikke længere anime på kanalen.
11. april 2007 lanceredes versioner i Ungarn, Rumænien, Tjekkiet og Slovakiet (erstattende A+). De er siden fulgt af Tyskland 5. juni 2007, Østrig november 2007 og Spanien og Portugal 12. april 2008, idet sidstnævnte dog blev opgivet i 2011 grundet lave seertal. Desuden planlagdes versioner i Storbritannien, Italien, Frankrig, Polen og andre vigtige europæiske lande, men de er ikke blevet til noget i praksis. I Polen sendes dog som en daglig programblok på AXN Spin.
I august 2007 annoceredes lancering i forskellige afrikanske lande herunder Sydafrika, Namibia, Zimbabwe, Botswana, Zambia, Mozambique og Lesotho over DStv's satellit fra 19. marts 2009, Sydafrika dog allerede fra 3. november 2007. 31. oktober 2010 blev den imidlertid droppet af DStv, dels grundet lave seertal, og dels fordi fokus ligesom i Lantinamerika flyttedes til live action.

## Mobiltelefon-tv
Animax er også gået ind på markedet for mobiltelefon-tv. Der er etableret versioner i Japan i april 2007, Australien 12. juni 2007, Canada juli 2007, Latinamerika 18. marts 2008 og Sydøstasien november-december 2008.

## Serier
Animax sender og har sendt talrige serier. Blandt de mange kan nævnes:

Blood+, Trinity Blood, Cowboy Bebop, Code Geass, Mobile Suit Gundam, Honey and Clover, InuYasha, Fullmetal Alchemist, Eureka Seven, Urusei Yatsura, Ranma ½, Rurouni Kenshin, Dragon Ball, Cardcaptor Sakura, Tsubasa Chronicle, Chobits, The Vision of Escaflowne, Death Note, Neon Genesis Evangelion, Ouran High School Host Club, Wolf's Rain, Future Boy Conan, Haikara-san ga Tōru, Victorian Romance Emma, Darker than Black, Wangan Midnight og Kyo Kara Maoh!
Dertil kommer forskellige direkte-til-video (OVA) serier og animefilm så som Steamboy, Metropolis, Memories, Tokyo Godfathers, Ghost in the Shell, Innocence: Ghost in the Shell, Nasu: Summer in Andalusia, Blood: The Last Vampire, Appleseed og Escaflowne.